# Eva Galperin
Eva Galperin est directrice de la cybersécurité à l'Electronic Frontier Foundation (EFF) et conseillère technique de la Freedom of the Press Foundation (Fondation pour la liberté de la presse). Elle est connue pour son travail en matière de protection de la vie privée et de la liberté d'expression au niveau mondial et pour ses recherches sur les logiciels malveillants et les logiciels espions.

## Biographie
Eva Galperin s'intéresse très tôt à l'informatique par l'intermédiaire de son père, un spécialiste de la sécurité informatique. À 12 ans, elle se perfectionne sur son ordinateur Unix/
Solaris et elle s'implique dans les espaces de discussion Usenet sur les romans de science-fiction et les jeux en mode texte, puis elle se lance dans le développement Web. Elle fait des études de sciences politiques et de relations internationales à l'université d'État de San Francisco tout en travaillant comme administrateur système Unix dans diverses entreprises de la Silicon Valley.
Elle travaille au Centre d'études politiques sino-américaines, où elle participe à l'organisation de conférences et effectue des recherches sur la politique énergétique chinoise. Galperin rejoint l’EFF (Electronic Frontier Foundation) en 2007. À l’EFF, elle dirige le projet Threat Lab avant d'être promue directrice de la cybersécurité en 2017. Depuis 2018, elle se concentre sur l'éradication de l'industrie des « stalkerwares  » - logiciels espions utilisés pour des abus domestiques - en travaillant avec les victimes de ces logiciels. Ces applications malveillantes, qui sont commercialisées auprès des conjoints violents, des parents dominateurs et des harceleurs, peuvent être installées secrètement sur les appareils mobiles, permettant à leurs propriétaires de surveiller les activités de leurs cibles. Des logiciels de ce type sont également utilisés par des régimes politiques pour surveiller leurs opposants et leur diaspora,.
En avril 2019, elle convainc le fournisseur d'anti-virus Kaspersky Lab de mieux gérer les logiciels espions, et d’alerter explicitement les utilisateurs des menaces de sécurité dès la détection d'un stalkerware sur le produit Android de l'entreprise. Elle demande également à Apple de prendre des mesures pour protéger davantage sa clientèle et d'autoriser les applications antivirus sur son environnement,. Elle déclare qu'en raison de la concurrence, un plus grand nombre de sociétés de cybersécurité seront incitées à alerter sur les stalkerwares. Elle a également demandé aux responsables fédéraux et d'État américains d'arrêter et de poursuivre les dirigeants de sociétés qui développent et vendent des logiciels de traque (stalkerwares) pour piratage. 